# Harve Presnell
Harve Presnell (14 de septiembre de 1933 - 30 de junio de 2009) fue un actor estadounidense de cine y de televisión.

## Biografía
George Harvey Presnell nació en Modesto, California, y asistió a la universidad del sur de California. Hizo su debut en los escenarios a los 16 años de edad, cantando en una ópera.
Fue ganador del premio Globo de Oro y actuó en películas como Fargo (de Joel e Ethan Coen), Saving Private Ryan (de Steven Spielberg) y en la serie Dawson's Creek, también hizo el papel de "Willy mala suerte" en la película La leyenda de la ciudad sin nombre, junto a Lee Marvin y Clint Eastswood, en la que canta la inolvidable balada "They call the wind Maria"
En 1984 Presnell apareció como Don Quijote en El hombre de La Mancha en el Teatro de la cena Darien, un aspecto bien recibido por The New York Times.